# ريمون جاي بومان
ريمون جاي بومان (بالإنجليزية: Raymond J. Bowman)‏ هو جندي أمريكي، ولد في 2 أبريل 1924 في روتشستر في الولايات المتحدة، وتوفي في 18 أبريل 1945 في لايبزيغ في ألمانيا.